# Нордли, Дэвид
Дже́ральд Дэ́вид Но́рдли (англ. G. David Nordley, род. 1947, Миннеаполис, США) — американский писатель-фантаст, физик, консультант по космонавтике. Член Британского межпланетного общества и Американского института аэронавтики и астронавтики.

## Биография
Дэвид Нордли родился в Миннеаполисе. Мечтая стать астрономом, поступил в университет в Сент-Поле, где получил степень бакалавра по физике и диплом магистра по системному анализу. После университета, в 1969 году, был призван в ВВС США и прослужил там двадцать лет. В 1989 году подал в отставку в чине майора. На службе специализировался на радарах и спутниковой связи, был руководителем отдела реактивных двигателей в научно-исследовательской лаборатории.
Проживает в Саннивейле, Калифорния со своей женой Гейл Виснер, бывшим программистом в компании Apple. Сын Нордли Эндрю служит в армии, а дочь Шерон живет во Франции.

## Литературная карьера
Во время службы в армии, работая с космическими технологиями, Нордли познакомился с писателем-физиком  Робертом Л. Форвардом, который вдохновил его своим примером заняться литературой. Вернувшись в 1989 году к гражданской жизни, Дэвид начинает писать рассказы. Основной темой его работ является будущее освоение космоса.
На данный момент в США опубликовано около двадцати рассказов и несколько повестей автора в виде сборников и два полноценных романа. В 1996 году российский журнал «Если» напечатал повесть «Последняя инстанция» — о расследовании загадочного самоубийства, а 2003 году издательство АСТ опубликовало антологию американской и британской фантастики 80-х—90х годов, в которую вошла повесть Нордли «Планета шести полюсов» — о расследовании зверского убийства разумных китов.

### Циклы
Hartigan O'Reilly and Gwen Chryse
- 1991 — A Calendar of Chaos
- 2001 — Relic of Chaos

Tales of Future Mars
- 1992 — Morning on Mars
- 1994 — The Day of Their Coming
- 1995 — Comet Gypsies
- 1996 — Martian Valkyrie
- 1998 — A Life on Mars
- 2013 — A World to Build
- 2013 — A World to Remember
- 2013 — A World to Share
- 2013 — A World to Take
- 2013 — Around an Ancient Star
- 2013 — Monsters Below

Тримус / Trimus
- 1992 — Планета шести полюсов / Poles Apart
- 1994 — Network
- 1995 — Последняя инстанция / Final Review

The Black Hole Project (в соавторстве с К. Сэнфорд Лоу)
- 2006 — Kremer's Limit
- 2006 — Imperfect Gods
- 2007 — The Small Pond
- 2007 — Loki's Realm
- 2007 — Vertex
- 2013 — The Black Hole Project

### Романы
- 2009 —  To Climb a Flat Mountain
- 2013 —  The Black Hole Project (входит в одноименный цикл)